# Specie di Cyatholipidae
Di seguito sono descritte tutte le 58 specie della famiglia di ragni Cyatholipidae note al dicembre 2012.

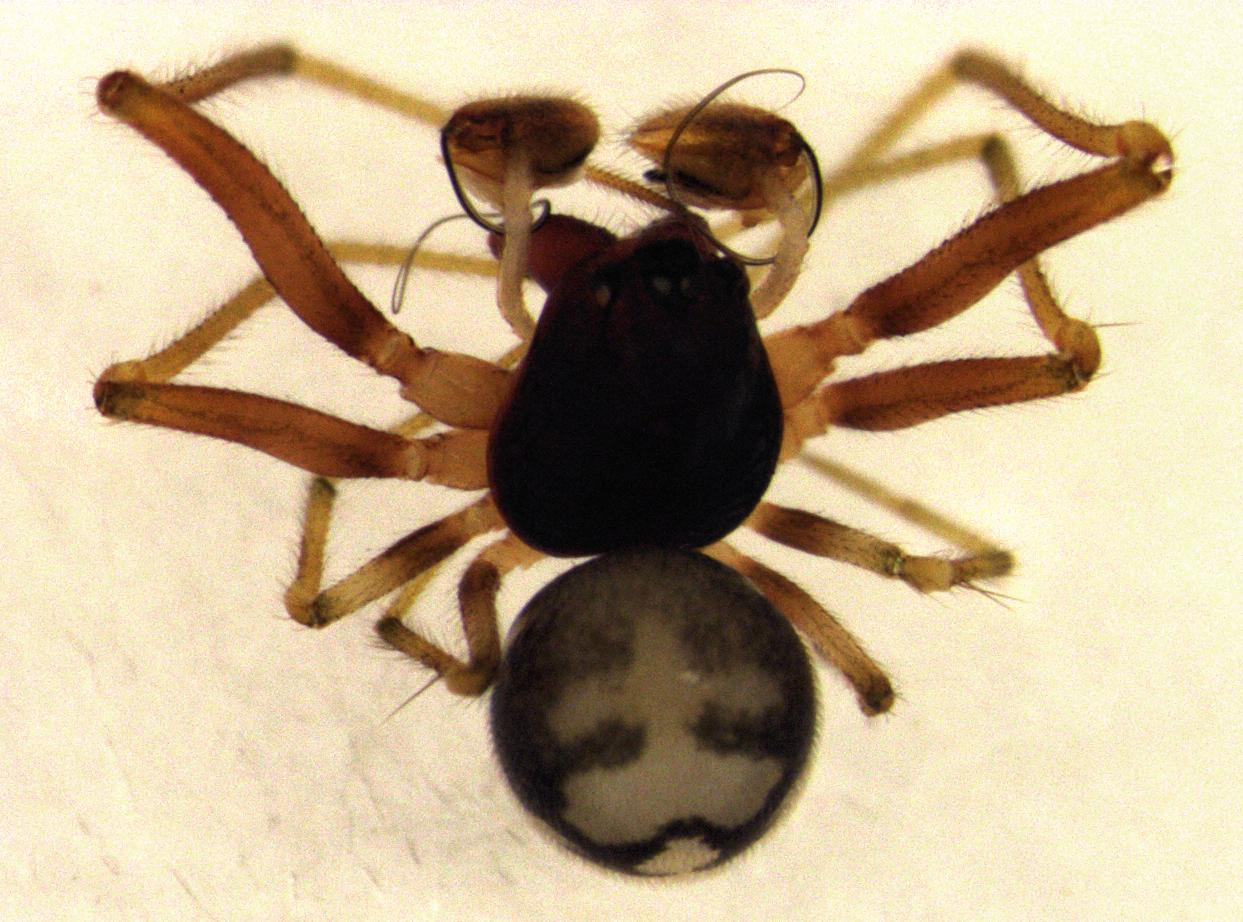
Hanea paturau, maschio adulto

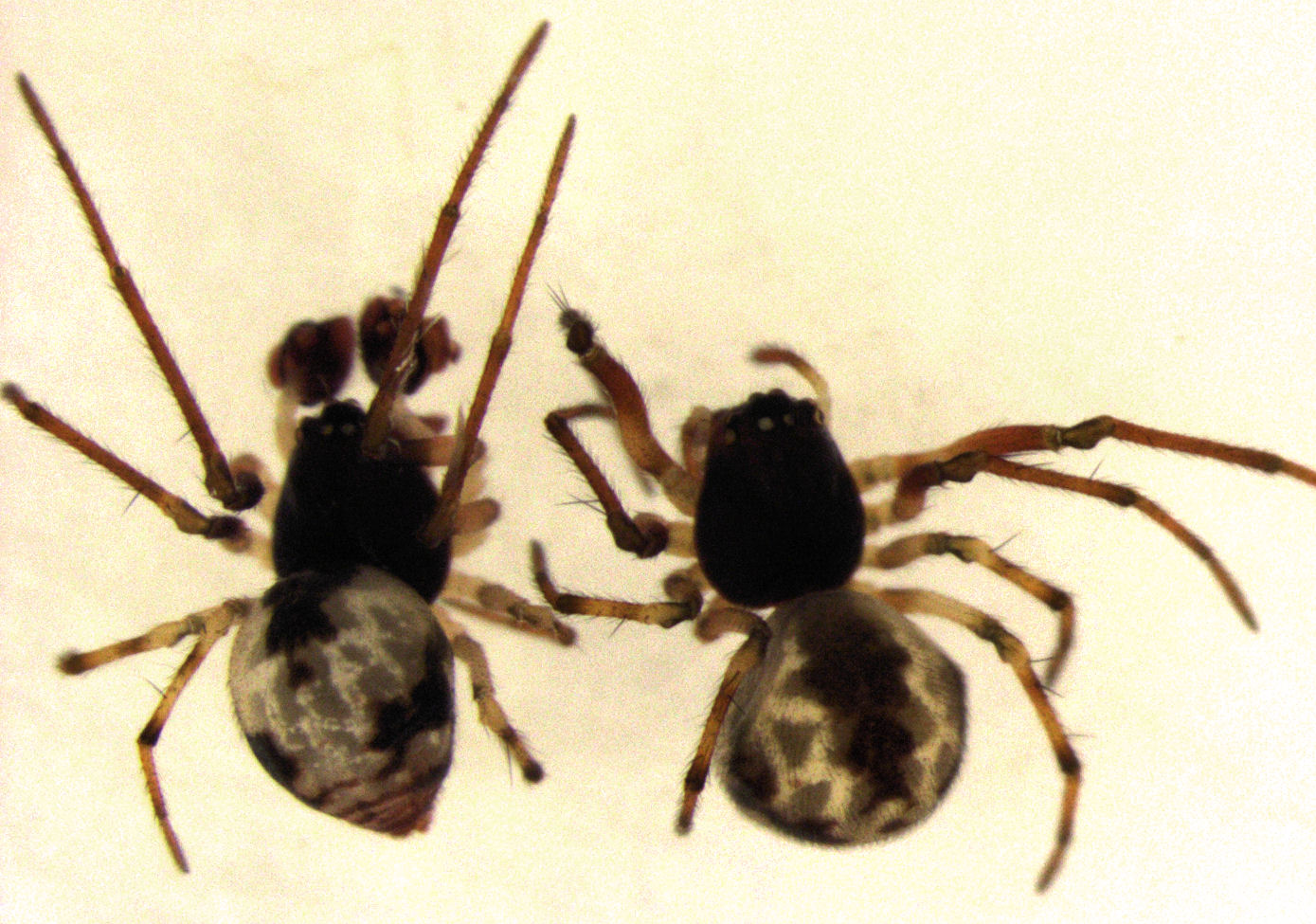
Tekella lineata, maschio e femmina

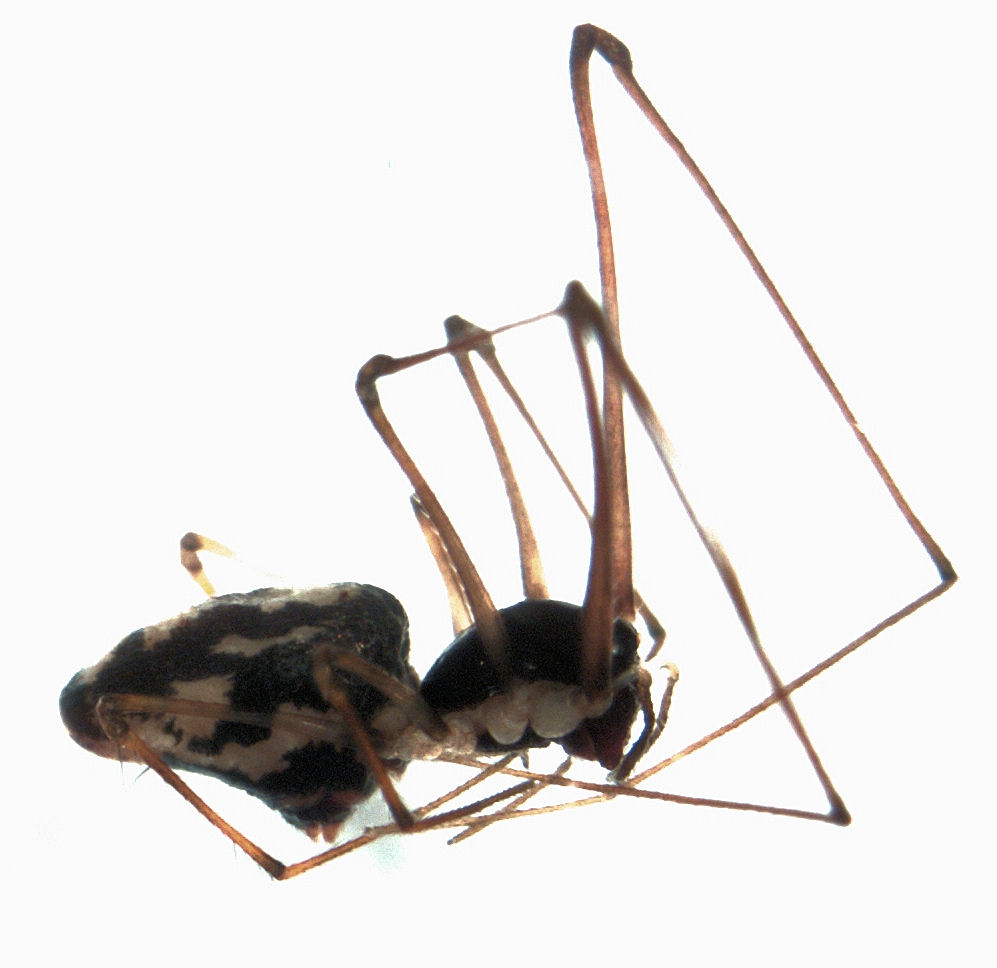
Tekelloides flavonotatus, femmina

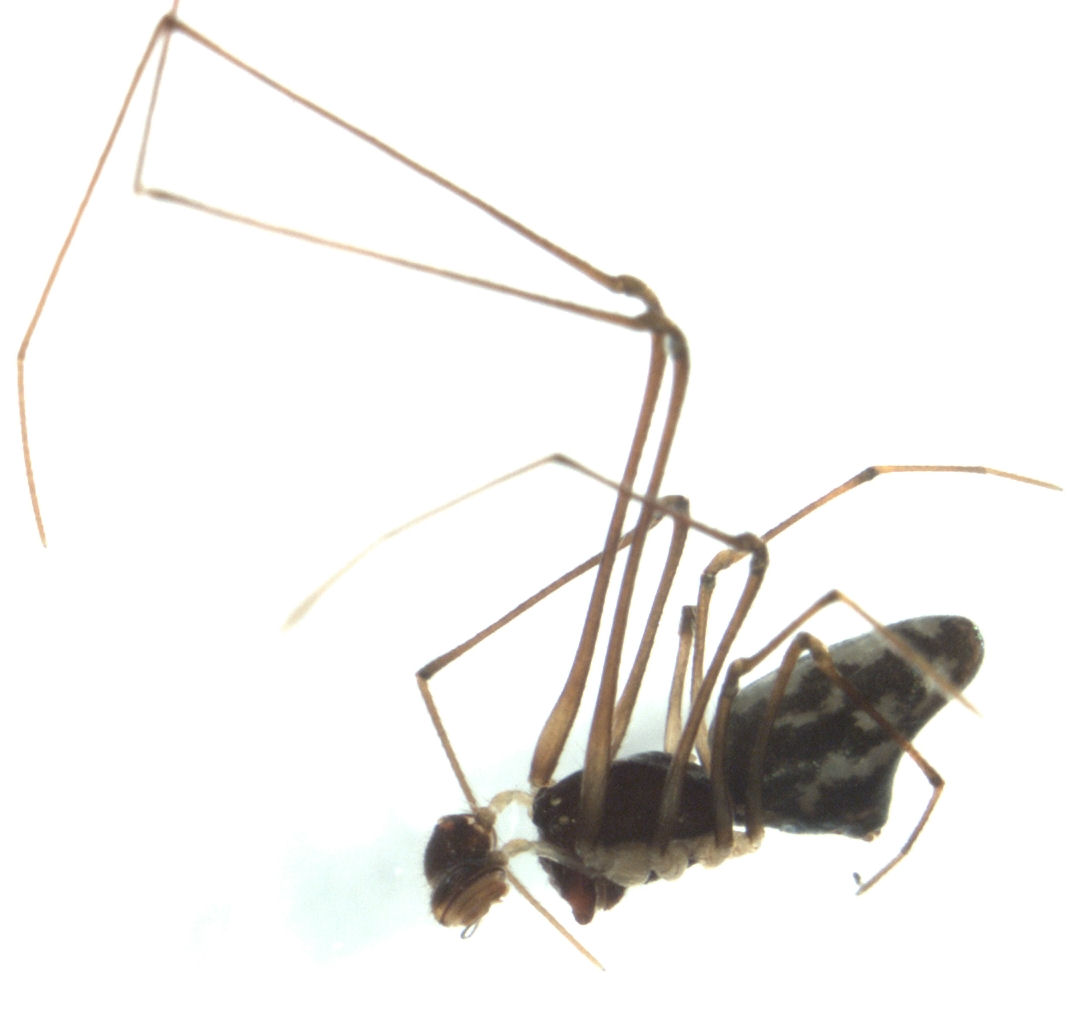
Tekelloides flavonotatus, maschio

## Alaranea
Alaranea Griswold, 1997
- Alaranea alba Griswold, 1997 — Madagascar
- Alaranea ardua Griswold, 1997 — Madagascar
- Alaranea betsileo Griswold, 1997 — Madagascar
- Alaranea merina Griswold, 1997 — Madagascar

## Buibui
Buibui Griswold, 2001
- Buibui abyssinica Griswold, 2001 — Etiopia
- Buibui claviger Griswold, 2001 — Kenya
- Buibui cyrtata Griswold, 2001 — Congo
- Buibui kankamelos Griswold, 2001 — Camerun, Bioko (Golfo di Guinea)
- Buibui orthoskelos Griswold, 2001 — Congo

## Cyatholipus
Cyatholipus Simon, 1894
- Cyatholipus avus Griswold, 1987 — Sudafrica
- Cyatholipus hirsutissimus Simon, 1894 — Sudafrica
- Cyatholipus icubatus Griswold, 1987 — Sudafrica
- Cyatholipus isolatus Griswold, 1987 — Sudafrica
- Cyatholipus quadrimaculatus Simon, 1894 — Sudafrica
- Cyatholipus tortilis Griswold, 1987 — Sudafrica

## Forstera
Forstera Koçak & Kemal, 2008
- Forstera daviesae (Forster, 1988) — Queensland

## Hanea
Hanea Forster, 1988
- Hanea paturau Forster, 1988 — Nuova Zelanda

## Ilisoa
Ilisoa Griswold, 1987
- Ilisoa conjugalis Griswold, 2001 — Sudafrica
- Ilisoa hawequas Griswold, 1987 — Sudafrica
- Ilisoa knysna Griswold, 1987 — Sudafrica

## Isicabu
Isicabu Griswold, 1987
- Isicabu henriki Griswold, 2001 — Tanzania
- Isicabu kombo Griswold, 2001 — Tanzania
- Isicabu margrethae Griswold, 2001 — Tanzania
- Isicabu reavelli Griswold, 1987 — Sudafrica
- Isicabu zuluensis Griswold, 1987 — Sudafrica

## Kubwa
Kubwa Griswold, 2001
- Kubwa singularis Griswold, 2001 — Tanzania

## Lordhowea
Lordhowea Griswold, 2001
- Lordhowea nesiota Griswold, 2001 — Lord Howe Island

## Matilda
Matilda Forster, 1988
- Matilda australia Forster, 1988 — Queensland, Nuovo Galles del Sud

## Pembatatu
Pembatatu Griswold, 2001
- Pembatatu embamba Griswold, 2001 — Kenya, Tanzania
- Pembatatu gongo Griswold, 2001 — Kenya
- Pembatatu mafuta Griswold, 2001 — Kenya

## Pokennips
Pokennips Griswold, 2001
- Pokennips dentipes (Simon, 1894) — Giamaica

## Scharffia
Scharffia Griswold, 1997
- Scharffia chinja Griswold, 1997 — Tanzania
- Scharffia holmi Griswold, 1997 — Kenya
- Scharffia nyasa Griswold, 1997 — Malawi
- Scharffia rossi Griswold, 1997 — Tanzania

## Teemenaarus
Teemenaarus Davies, 1978
- Teemenaarus silvestris Davies, 1978 — Queensland

## Tekella
Tekella Urquhart, 1894
- Tekella absidata Urquhart, 1894 — Nuova Zelanda
- Tekella bisetosa Forster, 1988 — Nuova Zelanda
- Tekella lineata Forster, 1988 — Nuova Zelanda
- Tekella nemoralis (Urquhart, 1889) — Nuova Zelanda
- Tekella unisetosa Forster, 1988 — Nuova Zelanda

## Tekellatus
Tekellatus Wunderlich, 1978
- Tekellatus lamingtoniensis Wunderlich, 1978 — Queensland

## Tekelloides
Tekelloides Forster, 1988
- Tekelloides australis Forster, 1988 — Nuova Zelanda
- Tekelloides flavonotatus (Urquhart, 1891) — Nuova Zelanda

## Ubacisi
Ubacisi Griswold, 2001
- Ubacisi capensis (Griswold, 1987) — Sudafrica

## Ulwembua
Ulwembua Griswold, 1987
- Ulwembua antsiranana Griswold, 1997 — Madagascar
- Ulwembua denticulata Griswold, 1987 — Sudafrica
- Ulwembua nigra Griswold, 2001 — Madagascar
- Ulwembua outeniqua Griswold, 1987 — Sudafrica
- Ulwembua pulchra Griswold, 1987 — Sudafrica
- Ulwembua ranomafana Griswold, 1997 — Madagascar
- Ulwembua usambara Griswold, 2001 — Tanzania

## Umwani
Umwani Griswold, 2001
- Umwani anymphos Griswold, 2001 — Malawi
- Umwani artigamos Griswold, 2001 — Tanzania

## Uvik
Uvik Griswold, 2001
- Uvik vulgaris Griswold, 2001 — Congo, Uganda

## Vazaha
Vazaha Griswold, 1997
- Vazaha toamasina Griswold, 1997 — Madagascar

## Wanzia
Wanzia Griswold, 1998
- Wanzia fako Griswold, 1998 — Camerun, Bioko (Golfo di Guinea)